# Home (Simply Red)
Home è l'ottavo album in studio del gruppo musicale britannico Simply Red, pubblicato il 24 marzo 2003.

## Descrizione
Primo album del gruppo distribuito sotto l'etichetta personale del leader Mick Hucknall, è stato promosso da alcuni singoli, Sunrise, Fake (uscito però in versione remix), la title track Home e You Make Me Feel Brand New. Quest'ultima è una cover del brano del gruppo statunitense The Stylistics, inserita nell'album insieme anche ad altre cover: Positively 4th Street di Bob Dylan e Money in My Pocket di Dennis Brown. Il brano Sunrise è stato composto sulla base musicale di un altro pezzo: I Can't Go for That (No Can Do) del duo Hall & Oates dall'album Private Eyes del 1981.
L'album ha raggiunto la prima posizione della classifica in Italia, la seconda nel Regno Unito e Paesi Bassi, la quinta in Germania e Portogallo, la sesta in Svizzera e l'ottava in Francia e Austria.

## Tracce
1. Home – 3:17 (Mick Hucknall, Steve Lewinson, Peter Lewinson)
2. Fake – 3:58 (Mick Hucknall, Mark Jaimes, Gota Yashiki, Ian Kirkham, Steve Lewinson, Dee Johnson, John Johnson, Kenji Suzuki, Sarah Brown, Chris De'Margary, Kevin Robinson)
3. Sunrise – 3:19 (Mick Hucknall, Daryl Hall, John Oates, Sarah Allen)
4. You Make Me Feel Brand New – 5:05 (Thom Bell, Linda Creed)
5. Home Loan Blues – 5:00 (Mick Hucknall, Mark Jaimes, Gota Yashiki, Ian Kirkham, Steve Lewinson, Kenji Suzuki)
6. Positively 4th Street – 4:33 (Bob Dylan)
7. Lost Weekend – 4:05 (Mick Hucknall)
8. Money in My Pocket (Plan B Mix) – 3:38 (Joe Gibbs, Dennis Brown)
9. Something for You – 5:59 (Mick Hucknall, Joe Sample)
10. It's You – 3:15 (Mick Hucknall)
11. Home (Reprise) – 0:53 (Mick Hucknall)

Traccia bonus nell'edizione giapponese
1. Money in My Pocket – 2:58 (Joe Gibbs, Dennis Brown)

### Edizione limitata DVD
1. You Make Me Feel Brand New (Live DVD Footage)
2. Lost Weekend (Live DVD Footage)
3. Documentary (DVD Footage)
4. Fake (Single Mix)
5. Sunrise (Who Knows About Forever)

## Classifiche
| Classifica (2003) | Posizione massima |
| ----------------- | ----------------- |
| Australia         | 15                |
| Austria           | 8                 |
| Belgio (Fiandre)  | 15                |
| Belgio (Vallonia) | 11                |
| Danimarca         | 20                |
| Finlandia         | 34                |
| Francia           | 8                 |
| Germania          | 5                 |
| Italia            | 1                 |
| Nuova Zelanda     | 19                |
| Paesi Bassi       | 2                 |
| Portogallo        | 5                 |
| Regno Unito       | 2                 |
| Svezia            | 40                |
| Svizzera          | 6                 |